# Uppslukad
Uppslukad (original Lost in a Good Book) är en roman från 2002 av Jasper Fforde. Det är den andra boken i serien om Thursday Next (på svenska Torsdag Nästa) och uppföljaren till Var är Jane Eyre? (The Eyre Affair 2001).